# Santé en Mongolie

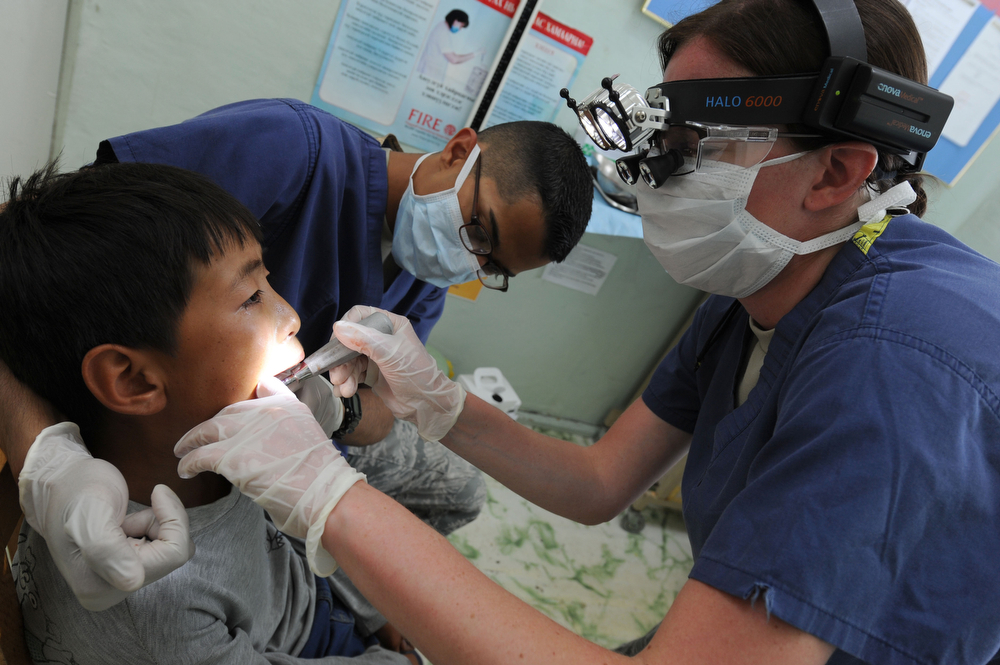

Depuis 1990, les principaux indicateurs de santé en Mongolie, tels que l'espérance de vie et la mortalité infantile et juvénile, se sont régulièrement améliorés, à la fois en raison de changements sociaux et de l'amélioration du secteur de la santé. L'infection par l'échinococcose était très répandue dans les années 1960, mais a maintenant très fortement diminué. Cependant, la santé des adultes s’est détériorée au cours des années 90 et de la première décennie du 21e siècle et les taux de mortalité ont considérablement augmenté. La variole, le typhus, la peste, la poliomyélite et la diphtérie ont été éradiqués en 1981. La Croix-Rouge mongole se concentre sur le travail préventif. La Confédération des syndicats mongols a mis en place un réseau de sanatoriums. 
De graves problèmes subsistent malgré tout surtout à la campagne. Selon une étude réalisée en 2011 par l'Organisation mondiale de la santé, la capitale de la Mongolie, Oulan - Bator, est la deuxième ville la plus polluée par les particules fines au monde. La mauvaise qualité de l'air est également le principal risque professionnel, les deux tiers des maladies professionnelles en Mongolie sont des bronchites chroniques ou des pneumoconioses induites par les poussières. 
Le taux moyen d'accouchement (taux de fécondité) est d'environ 2,25  –1,87 par femme (2007) et l'espérance de vie moyenne est de 71,0 ans en 2021, contre 66,2 ans en 1998. La mortalité infantile est comprise entre 1,9 %  et 4 %  et la mortalité infantile est de 4,3 %. 
La Mongolie a, de loin, le taux de cancer du foie le plus élevé au monde.